# Dilraba Dilmurat
Dilraba Dilmurat (em uigur: دىلرەبا دىلمۇرات; em pinyin: Dílìrèbā Dílìmùlātí, Ürümqi, 3 de junho de 1992), conhecida em mandarim como Dilireba (chinês simplificado: 迪丽热巴; chinês tradicional: 迪麗熱巴; pinyin: Dílìrèbā), é uma atriz, modelo, cantora, dançarina e apresentadora chinesa de etnia uigur.

## Vida Pessoal
Nascida em 3 de junho de 1992, em Ürümqi, Xinjiang, seu nome é a junção de um nome uigur típico, Dilraba; cujo significado é "amada beldade", e o patronímico Dilimurat. Dilraba nasceu em uma família literária, seu pai, Dilimulati Abaidullah, é um famoso ator e cantor da Xinjiang Song and Dance Ensemble. Influenciada por seu pai, Dilraba teve interesse nas artes desde a infância e passou aprender piano, dança e violino. Dilraba consegue falar vários idiomas.
Em 1999, quando Dilraba tinha nove anos, seu pai a trouxe para a Xinjiang Art Middle School para fazer o exame de admissão. Na época, ela achava que era um curso sobre rendimentos. Mais tarde, quando recebeu uma oferta da escola, ela percebeu que iria para uma escola de dança pelos próximos seis anos.
Em 2007, ela se formou no Xinjiang Arts Institute e tornou-se membro da Xinjiang Song and Dance Troupe.
Em 2009, ela estudou na Northeast Normal University em Jilin por um ano. Durante este tempo, recebeu o terceiro lugar em um concurso de canto local.
Em 2010, totalmente desinteressada em atuar, Dilraba se inscreveu para entrar na faculdade de piano. Entretanto, devido a um engano, foi selecionada pelo Departamento de Atuação da Academia Teatral de Xangai. Prosseguindo com os estudos, com especialização em teatro, cinema e televisão, ela se formou em 2014. Em 2011, seu pai lhe recomendou para o papel principal no drama "Anarhan", o qual foi televisionado em 2013 com muito sucesso.
Em 2017, com 31 milhões de seguidores em sua conta do Weibo, Dilraba foi a celebridade mais popular na China provinda de uma minoria.

## Carreira

### 2013-2016: estreia como ator e crescente popularidade
Em 2013, Dilraba fez sua estreia como atriz no drama de televisão Anarhan, interpretando o papel principal.  O drama foi indicado para Melhor Série de Televisão no 30º Prêmio Flying Apsaras.
Em 2014, ela assinou com o Jay Walk Studio e estrelou a websérie V Love, produzida pela empresa.  No mesmo ano, Dilraba ganhou reconhecimento por seu papel como Fuqu no drama de fantasia Swords of Legends.
Em 2015, Dilraba estrelou a comédia romântica Diamond Lover (2015), ganhando elogios por seu papel como uma estrela pop atrevida.  Ela ganhou o prêmio de Iniciante Favorito do Público no 7º China TV Drama Awards por sua atuação.
Em 2016, Dilraba foi escalada para o papel principal do drama esportivo juvenil Hot Girl.  Ela ganhou o prêmio de Melhor Nova Atriz no ENAwards 2016 por sua atuação na série.

### 2017–presente: avanço
Em 2017, Dilraba desempenhou o papel principal na comédia romântica Pretty Li Huizhen, um remake do drama sul-coreano She Was Pretty. A série foi popular durante sua exibição e tem mais de 7 bilhões de visualizações online. Dilraba ganhou o prêmio de Atriz Mais Popular, e a Escolha do Público para Atriz no China TV Golden Eagle Award por sua atuação.  Ela também estrelou a série de romance de fantasia Eternal Love como uma raposa de nove caldas. O drama ganhou popularidade explosiva na China, bem como internacionalmente, e levou ao aumento do reconhecimento e popularidade de Dilraba. Pelo papel, ela recebeu uma indicação de Melhor Atriz Coadjuvante no Shanghai Television Festival.
Nesse mesmo ano, ela teve seu primeiro papel principal na tela grande no filme de comédia romântica Mr. Pride vs Miss Prejudice. Seu desempenho lhe rendeu o prêmio de Melhor Nova Atriz no China Britain Film Festival de 2016.  Ela então estrelou o drama de romance histórico The King's Woman,  e o filme de fantasia Namiya, a adaptação chinesa do romance japonês Miracles of the Namiya General Store.  Dilraba ganhou o prêmio Newcomer no Golden Phoenix Awards por sua atuação em Namiya.
Em 2017, Dilraba também se juntou à quinta temporada de Keep Running, programa de variedade, como membro do elenco, ganhando popularidade crescente por seu período de variedades. A Forbes China listou Dilraba em sua lista 30 Under 30 Asia 2017, que consistia em 30 pessoas influentes com menos de 30 anos que tiveram um efeito substancial em seus campos.
Em 2018, Dilraba estrelou o filme de comédia romântica 21 Karat.  Ela então estrelou o drama de romance wuxia The Flame's Daughter  ao lado de Vic Chou. No mesmo ano, o drama de comédia romântica de ficção científica Sweet Dreams ao lado de Deng Lun foi estreado.  As classificações de audiência de TV simultânea da série quebraram 1%, com uma média de 1,018% em 52 cidades e atingiram 6 bilhões de visualizações on-line antes do drama terminar. Devido à sua crescente popularidade, Dilraba foi coroada a Deusa Águia Dourada, no 12º Festival de Arte de TV da Águia Dourada da China.
Em 2018, depois de ultrapassar 40 milhões de seguidores no Weibo, foi anunciado que Dilraba tem um estúdio independente sob o Jay Walk Studio.
Em 2019, Dilraba apareceu pela primeira vez na Gala de Ano Novo da CCTV, interpretando a música "China Happy Events".  Dilraba também se juntou à quinta temporada de Go Fighting! como um membro regular do elenco.
Em 2019, foi uma das mentoras do programa de competição Produce Camp 2019.
Em janeiro de 2020, Dilraba estrelou o romance de fantasia Eternal Love of Dream , reprisando seu papel como Fengjiu de Eternal Love.  No mesmo ano, ela estrelou o drama de romance no local de trabalho Love Advanced Customization, retratando um designer de moda.
Em junho de 2020, Dilraba foi classificada pela Statista como a segunda celebridade mais popular em Douyin, com 55,6 milhões de seguidores. Dilraba mais tarde estrelou o filme de fantasia histórica Saga of Light retratando Chang'e.
Em 2021, ela estrelou o drama histórico The Long Ballad, interpretando Li Changge. Esta série trouxe-lhe um novo aumento na popularidade. Dilraba mais tarde estrelou You Are My Glory como Qiao Jingjing ao lado de Yang Yang. A série foi um sucesso comercial e ganhou 4 bilhões de visualizações ao longo de sua execução.
Em 2022, ela foi escalada para The Blue Whisper ao lado de Ren Jialun   em 2023 protagonizou ao lado de  Gong Jun o dorama A lenda de An'le, que fez sucesso durante a sua transmissão, também ouve bastante críticas ao enredo e o CGI da obra.

## Endossos
Dilraba é considerado uma das embaixadoras de marca mais procuradas na China devido a inúmeros contratos de patrocínio que vão desde alimentos e bebidas, commodities básicas, produtos de beleza e varejo,  a móveis aplicações e produtos tecnológicos. Ela também endossa várias marcas internacionais como L'oreal Paris e Mikimoto. A Whisper da P & G viu um aumento nas vendas depois de contratar Dilraba como seu porta-voz. Em 2018, Dilraba encerrou seu contrato com a Dolce & Gabbana após um incidente de propaganda racista na China.
Em 2021, como uigure de Xinjiang, Dilraba expressou publicamente seu apoio ao algodão produzido em Xinjiang depois que várias empresas internacionais anunciaram que não comprariam algodão da região devido a preocupações de trabalho forçado de uigures. Suas ações foram ecoadas pela maioria das outras celebridades chinesas que cortaram laços com essas marcas.
No mesmo ano, Dilraba foi anunciada como a primeira mulher embaixadora global da marca Panerai .

## Atividades sociais
Em 29 de agosto de 2012, Dilraba foi a uma casa de caridade em Xinjiang e visitou os órfãos locais.
Em 2015, Dilraba juntou-se ao projeto Network Planting and Greening de árvores iniciado pela Action for Protecting Nature da China Green Foundation. No mesmo ano, ela foi convidada a participar da atividade de bem-estar público "vestir-se para ajudar a amar" realizada pela BAZAAR Star Charity Night, e todos os fundos de venda beneficente obtidos com o evento foram doados.
Em 2016, Dilraba participou da campanha MAKEAPROMISE para ajudar as crianças que sofrem com guerras, doenças e desastres naturais. A campanha é realizada pela UNICEF e Louis Vuitton, com o objetivo de apoiar mais crianças carentes em todo o mundo.
Em 2017, Dilraba participou do leilão beneficente online iniciado pela BAZAAR Star Charity Night, e doou uma corrente prateada na cintura para arrecadar mais dinheiro para ter mais ambulâncias em cidades remotas da China.
Em 2018, Dilraba participou do projeto de bem-estar público para apoiar o " Seguro Médico para Doenças", ajudando a aliviar os problemas de saúde e pobreza da China. Ela salvou 25 milhões de crianças em 585 condados pobres da pobreza devido a doenças. Em março, Dilraba convocou mais pessoas a prestar atenção à educação de meninas adolescentes na China. Em novembro, Dilraba foi convidada pela empresa Alibaba para se tornar uma estrela do bem-estar público no alívio da pobreza na China, e convidou todos no país a se juntarem a ela para ajudar na revitalização de sua região natal de Xinjiang.
Em 2019, Dilraba foi convidada a participar de uma ação midiática denominada “China YOUNG”, e foi indicada como uma das líderes da campanha. Em setembro, juntamente com repórteres da revista "Global", Dilraba seguiu o Departamento de Florestas e Pastagens do Tibete para se aprofundar no " Planalto de Qiangtang " para explorar as ações locais de proteção de animais selvagens.
Em 2021, Dilraba doou 500.000 RMB para Henan para ajudar a província a se recuperar de uma tempestade.

## Filmografia

### Filmes
| Ano        | Título ocidental            | Título Chinês | Papel       |
| ---------- | --------------------------- | ------------- | ----------- |
| 2015       | Fall in Love Like a Star    | 怦然星动      | Hao Meili   |
| 2017       | Mr. Pride vs Miss Prejudice | 傲娇与偏见    | Tang Nannan |
| 2017       | Namiya                      | 解忧杂货店    | Tong Tong   |
| 2018       | 21 Karat                    | 21克拉        | Liu Jiayin  |
| A anunciar | Saga of Light               | 日月          | Chang'e     |

### Séries de televisão
| Ano        | Título                                        | Título chinês    | Papel                | Rede                    | Ref.   |
| ---------- | --------------------------------------------- | ---------------- | -------------------- | ----------------------- | ------ |
| 2013       | Anarhan                                       | 阿娜尔罕         | Anarhan              | CCTV                    |        |
| 2014       | Swords of Legends                             | 古剑奇谭         | Fuqu                 | Hunan TV                |        |
| 2014       | V Love                                        | 微时代           | Wu Anpo / Amber      | Tencent                 |        |
| 2014       | Cosmetology High                              | 美人制造         | Qing Cheng           | Hunan TV                | [ 62 ] |
| 2014       | The Sound of Desert                           | 风中奇缘         | Li Ji                | Hunan TV                | [ 63 ] |
| 2015       | The Backlight of Love                         | 逆光之恋         | Jiang Li             | Tencent                 | [ 64 ] |
| 2015       | Diamond Lover                                 | 克拉恋人         | Gao Wen              | Anhui TV, Zhejiang TV   |        |
| 2016       | Legend of Ban Shu                             | 班淑传奇         | Princess Loulan      | Tencent                 | [ 65 ] |
| 2016       | The Ladder of Love                            | 爱的阶梯         | Song Zihan           | Jiangsu TV              | [ 66 ] |
| 2016       | Six Doors                                     | 六扇门           | Su Yiqing            | Tencent                 | [ 67 ] |
| 2016       | Hot Girl                                      | 麻辣变形计       | Guan Xiaodi          | Hunan TV                |        |
| 2017       | Pretty Li Huizhen                             | 漂亮的李慧珍     | Li Huizhen           | Hunan TV                |        |
| 2017       | Eternal Love                                  | 三生三世十里桃花 | Bai Fengjiu          | Jiangsu TV, Zhejiang TV |        |
| 2017       | The King's Woman                              | 秦时丽人明月心   | Gongsun Li           | Zhejiang TV             |        |
| 2018       | A Filha do Fogo                               | 烈火如歌         | Lie Ruge             | Youku                   |        |
| 2018       | Doces Sonhos                                  | 一千零一夜       | Ling Lingqi          | Hunan TV                |        |
| 2020       | Três Vidas, Três Mundos: O Livro de Cabeceira | 三生三世枕上书   | Bai Fengjiu          | Tencent                 |        |
| 2020       | Love Designer                                 | 幸福,触手可及!   | Zhou Fang            | Hunan TV, iQiyi         |        |
| 2021       | The Long Ballad                               | 长歌行           | Li Changge           | Tencent                 |        |
| 2021       | You Are My Glory                              | 你是我的荣耀     | Qiao Jingjing        | Tencent                 | [ 68 ] |
| 2022       | The Blue Whisper                              | 驭鲛记           | Ji Yun He            | Youku                   |        |
| A anunciar | Legend of Anle                                | 安乐传           | Ren Anle / Di Ziyuan | Youku                   |        |
| A anunciar | Prosecution Elites                            | 公诉精英         | An Ni                | CCTV, Tencent           | [ 69 ] |

### Curta-metragem
| Ano  | Título            | Título chinês | Função       | Notas                    |
| ---- | ----------------- | ------------- | ------------ | ------------------------ |
| 2017 | Lost In Your Eyes | —             | Alex         | Filme da Harper's Bazaar |
| 2018 | Live For Real     | 热舞吧！青春  | Xiao Zi      | Filme Oppo               |
| 2018 | Come Across Love  | 不期而遇      | Xiao Ji Alex | Filme de moda Tencent    |
| 2018 | Model             | 模特          |              | Vogue filme              |
| 2022 | Button Life       | 纽扣人生      | Xiao Jin     | Vogue filme              |

### Programas de variedades
| Ano  | Título                 | Título chinês | Função                          | Rede        | Ref.   |
| ---- | ---------------------- | ------------- | ------------------------------- | ----------- | ------ |
| 2017 | Keep Running           | 奔跑吧        | Membro do elenco (5ª temporada) | Zhejiang TV |        |
| 2018 | Travel, Feel the World | 慢游全世界    | Membro do elenco                |             |        |
| 2019 | Produce Camp 2019      | 创造营        | Apresentador                    | Tencent     | [ 75 ] |
| 2019 | Go Fighting!           | 极限挑战5     | Membro do elenco                | Dragon TV   | [ 76 ] |
| 2019 | Travel, Feel the World | 慢游全世界    | Membro do elenco                | Beijing TV  | [ 77 ] |

## Discografia

### Músicas
| Ano  | Título                         | Título chinês    | Álbum                           | Notas                                                       |
| ---- | ------------------------------ | ---------------- | ------------------------------- | ----------------------------------------------------------- |
| 2014 | "Our Era"                      | 我们的时代       | V Love OST                      | Com vários artistas                                         |
| 2016 | "Love in My Heart"             | 爱在心中         | The Ladder of Love OST          | [ 78 ]                                                      |
| 2017 | "Be Together Without Worries"  | 漂亮的在一起     | Pretty Li Huizhen OST           |                                                             |
| 2017 | "Can't Bear To"                | 舍不得           | Pretty Li Huizhen OST           | [ 79 ]                                                      |
| 2017 | "Mr. Pride vs Miss Prejudice"  | 傲娇与偏见       | Mr. Pride vs Miss Prejudice OST | Com Zhang Yunlong                                           |
| 2017 | "A Lifetime of Adventure"      | 赴一场生命的冒险 | God Slayer OST                  | [ 80 ]                                                      |
| 2018 | "Good Luck Gathers in a Sweet" | 好运聚一糖       |                                 | Música tema para anúncio de 阿尔卑斯糖                      |
| 2018 | "Yu Huo Cheng Shi"             | 浴火成诗         | The Flame's Daughter OST        | Com Mao Buyi                                                |
| 2019 | "China Happy Events"           | 中国喜事         |                                 | Performance para CCTV Spring Gala                           |
| 2019 | "Grow in Light"                | 向上的光         |                                 | Música tema para 中国YOUNG计划                              |
| 2019 | "Unlimited"                    | 无限             | Sheng Zai Zhong Guo             | [ 84 ]                                                      |
| 2019 | "Today is Your Birthday"       | 今天是你的生日   |                                 | [ 85 ]                                                      |
| 2020 | "Deliberately"                 | 偏偏             | Eternal Love of Dream OST       | Com Silence Wang                                            |
| 2020 | "Hand in Hand"                 | 手足             |                                 | Canção de caridade para trabalhadores humanitários COVID-19 |

## Prêmios e indicações
| Ano                | Prêmio                                                                       | Categoria                                    | Trabalho indicado           | Resultado | Ref.    |
| ------------------ | ---------------------------------------------------------------------------- | -------------------------------------------- | --------------------------- | --------- | ------- |
| Principais prêmios |                                                                              |                                              |                             |           |         |
| 2015               | 7º Prêmios de Drama de TV da China                                           | Melhor Nova Atriz                            | Diamond Lover               | Venceu    |         |
| 2016               | 1º Festival de Cinema da China Grã-Bretanha                                  | Melhor recém-chegado                         | Mr. Pride vs Miss Prejudice | Venceu    | [ 87 ]  |
| 2016               | 19º Prêmio Huading                                                           | Melhor atriz coadjuvante                     | Diamond Lover               | Indicado  |         |
| 2017               | 23º Festival de Televisão de Xangai                                          | Melhor atriz coadjuvante                     | Eternal Love                | Indicado  | [ 88 ]  |
| 2017               | 8º Festival Internacional de Televisão de Macau                              | Melhor atriz coadjuvante                     | Eternal Love                | Indicado  | [ 89 ]  |
| 2018               | Cúpula da Internet do Festival Internacional de Cinema e Televisão de Xangai | Melhor Atriz (Web Drama)                     | The Flame's Daughter        | Venceu    | [ 90 ]  |
| 2018               | Golden Bud - O Terceiro Festival de Cinema e Televisão da Rede               | Melhor Atriz (Web Drama)                     | The Flame's Daughter        | Indicado  | [ 91 ]  |
| 2018               | 5ª Cerimônia de Premiação dos Atores da China                                | Melhor Atriz (Categoria Web Drama)           | The Flame's Daughter        | Indicado  | [ 92 ]  |
| 2018               | 12º Festival de Arte de TV da Águia Dourada da China                         | Deusa Águia Dourada                          | Dilraba Dilmurat            | Venceu    | [ 93 ]  |
| 2018               | 12º Festival de Arte de TV da Águia Dourada da China                         | Atriz mais popular                           | Pretty Li Huizhen           | Venceu    | [ 94 ]  |
| 2018               | 29º Prêmio Águia de Ouro da TV China                                         | Melhor atriz                                 | Pretty Li Huizhen           | Venceu    | [ 94 ]  |
| 2019               | 17º Prêmio Fênix de Ouro                                                     | Newcomer Award                               | Namiya                      | Venceu    |         |
| 2020               | 2º Prêmios de Conteúdo da Ásia                                               | Melhor atriz                                 | Eternal Love of Dream       | Indicado  | [ 95 ]  |
| 2020               | Festival Internacional de Cinema de Busan                                    | Melhor estrela em ascensão                   | Eternal Love of Dream       | Venceu    | [ 95 ]  |
| Outros prêmios     |                                                                              |                                              |                             |           |         |
| 2014               | Prêmios de poder da moda                                                     | Prêmio Novo Artista                          | Dilraba Dilmurat            | Venceu    | [ 96 ]  |
| 2016               | Festival de Glória de Arte do Campus Chinês                                  | Artista modelo mais popular                  | Dilraba Dilmurat            | Venceu    | [ 97 ]  |
| 2016               | 23ª Cerimônia de Beleza Cosmo                                                | Prêmio Jovem Ídolo                           | Dilraba Dilmurat            | Venceu    | [ 98 ]  |
| 2016               | 5º Carnaval All-Star iQiyi                                                   | Melhor atriz em ascensão                     | Dilraba Dilmurat            | Venceu    | [ 99 ]  |
| 2016               | ENAwards                                                                     | Melhor nova atriz                            | Hot Girl                    | Venceu    |         |
| 2017               | 10º Prêmio Elle Fashion                                                      | Prêmio Ídolo Popular                         | Dilraba Dilmurat            | Venceu    | [ 100 ] |
| 2017               | 11º Tencent Video Star Awards                                                | Atriz mais popular                           | Dilraba Dilmurat            | Venceu    | [ 101 ] |
| 2017               | 10º The Mango TV Awards                                                      | Atriz mais popular                           | Dilraba Dilmurat            | Venceu    | [ 102 ] |
| 2017               | Cerimônia de Premiação Powerstar                                             | Atriz chinesa mais popular                   | Dilraba Dilmurat            | Venceu    | [ 103 ] |
| 2017               | Cerimônia de Premiação Powerstar                                             | Estrela Popular do Ano                       | Dilraba Dilmurat            | Venceu    | [ 103 ] |
| 2018               | Classificação de tela da China                                               | Recém-chegado do ano                         | Dilraba Dilmurat            | Venceu    | [ 104 ] |
| 2018               | Prêmios Youku Choice                                                         | Ídolo Popular Mundial                        | Dilraba Dilmurat            | Venceu    | [ 105 ] |
| 2018               | Prêmio Golden Data Entertainment                                             | Atriz mais quente online                     | Dilraba Dilmurat            | Venceu    | [ 106 ] |
| 2018               | Prêmio Golden Data Entertainment                                             | Atriz com o maior apelo dos fãs              | Dilraba Dilmurat            | Venceu    | [ 106 ] |
| 2018               | Prêmio Índice de Entretenimento da China                                     | Artista mais valioso comercialmente          | Dilraba Dilmurat            | Venceu    | [ 107 ] |
| 2018               | 2018 Weibo V Influence Summit                                                | Os 10 principais modelos de energia positiva | Dilraba Dilmurat            | Venceu    | [ 108 ] |
| 2018               | Cerimônia de Premiação Powerstar                                             | Atriz mais popular                           | Dilraba Dilmurat            | Venceu    | [ 109 ] |
| 2019               | Cerimônia de premiação do Weibo                                              | Pessoa do Ano                                | Dilraba Dilmurat            | Venceu    | [ 110 ] |
| 2019               | Prêmio Torre Dourada                                                         | Atriz mais popular                           | Dilraba Dilmurat            | Venceu    | [ 111 ] |
| 2019               | Noite Cosmo Glam                                                             | Pessoa do Ano (Sonho)                        | Dilraba Dilmurat            | Venceu    | [ 112 ] |
| 2019               | Tencent Video All Star Awards                                                | Estrela VIP                                  | Dilraba Dilmurat            | Venceu    | [ 113 ] |
| 2019               | Cerimônia de Premiação Powerstar                                             | Atriz chinesa mais popular                   | Dilraba Dilmurat            | Venceu    | [ 114 ] |
| 2019               | Cerimônia de Premiação Jinri Toutiao                                         | Celebridade feminina mais notada             | Dilraba Dilmurat            | Venceu    | [ 115 ] |
| 2020               | Cerimônia de premiação do Weibo                                              | Artista Popular do Ano                       | Dilraba Dilmurat            | Venceu    | [ 116 ] |
| 2020               | Tencent Video All Star Awards                                                | Atriz mais popular                           | Eternal Love of Dream       | Venceu    |         |
| 2020               | Tencent Video All Star Awards                                                | Estrela VIP                                  | Dilraba Dilmurat            | Venceu    |         |
| 2020               | Cerimônia de Premiação Powerstar                                             | Atriz chinesa mais popular                   | Dilraba Dilmurat            | Venceu    |         |
| 2020               | Cerimônia de Premiação Powerstar                                             | Atriz mais influente                         | Dilraba Dilmurat            | Venceu    |         |

### Forbes China Celebrity 100
| Ano  | Classificação | Ref.    |
| ---- | ------------- | ------- |
| 2017 | 37º           | [ 117 ] |
| 2019 | 16º           | [ 118 ] |
| 2020 | 11º           | [ 119 ] |

## Incidente de perseguidor
Em 7 de junho de 2020, enquanto Dilraba estava em um show de variedades para promover produtos de agricultores pobres em Hunan, um membro do público masculino subiu ao palco, deu um tapinha no ombro dela, ajoelhou-se e a pediu em casamento com um anel. Wang Han, o apresentador do show, se interpôs entre eles e pediu à equipe para escoltá-lo para fora do palco. O homem já estaria perseguindo-a há meio ano. Os internautas chineses criticaram as medidas de segurança frouxas e, em 10 de junho, expressaram sua indignação quando as autoridades de Changsha só lhe deram 7 dias de detenção como punição. Uma pena mais dura se seguiu depois que o homem demonstrou falta de remorso quando libertado.